# PR-HU 51

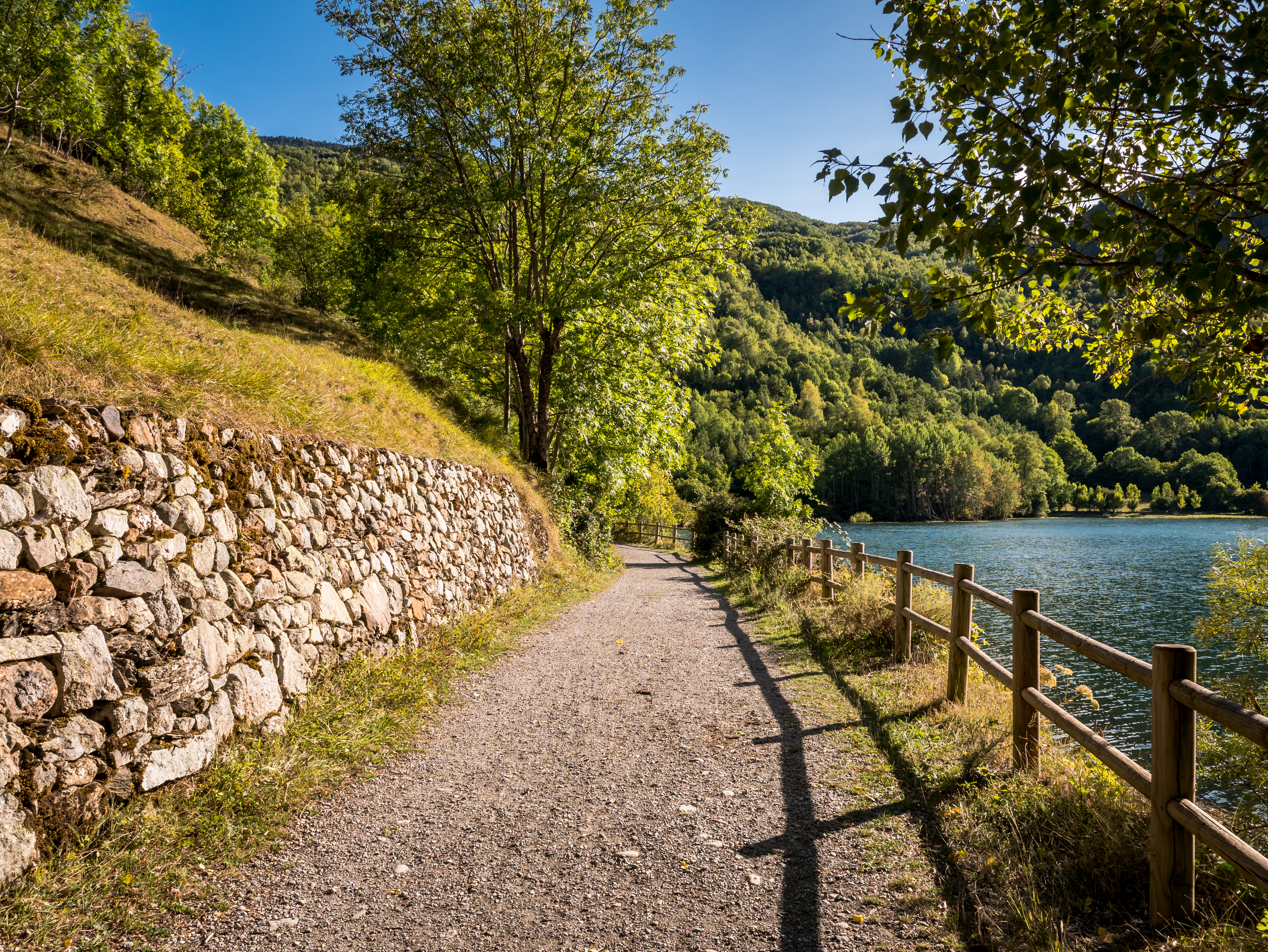
PR-HU 51 en el Embalse de Linsoles

El PR-HU 51 es una ruta de pequeño recorrido (Ruta Circular Embalse de Linsoles) en la Ribagorza, provincia de Huesca, Aragón, España. Empieza en Seira y acaba en Eriste.
El recorrido total son 20,2 km, en torno al valle del río Ésera. Las altitudes durante el recorrido oscilan entre los 900 m s. n. m. en Seira y los 1340 en la Cruz de Benasque.
Enlaza un sendero de Gran Recorrido (GR): GR-15. En su transcurso atraviesa los barrancos de l'Abrebadó, el Puenet, Cabidiello, las Cortinas y la Cambra, además del río Ésera y el monasterio de Guayente.
| Municipios | Localidades | Localidades                                  |
| ---------- | ----------- | -------------------------------------------- |
| Seira      | Seira       | GR-15 coinciden durante 25 m                 |
| Chía       | Chía        | Chía                                         |
| Villanova  |             |                                              |
| Sahún      | Sahún       | Sahún                                        |
| Sahún      | Eriste      | PR-HU 32 PR-HU 33 PR-HU 34 PR-HU 35 PR-HU 36 |